# Borkhausenia
Borkhausenia is een geslacht van vlinders uit de familie van de sikkelmotten (Oecophoridae). De wetenschappelijke naam is gepubliceerd in 1825 door Jacob Hübner.
Tot dit uitgebreide geslacht behoren onder meer de dwergsikkelmot (Borkhausenia fuscescens), de schuursikkelmot (B. minutella), de geelkopdwergsikkelmot (B. luridicomella) en de satijnvleugelsikkelmot (B. nefrax).

## Soorten
- B. acalles Turner, 1927
- B. aciculata Meyrick, 1928
- B. achroa Meyrick, 1914
- B. aeneella (Rebel, 1910)
- B. aetodes (Meyrick, 1899)
- B. affinis Philpott, 1926
- B. afflicta Philpott, 1926
- B. albipectinata Turner, 1933
- B. amiculata Philpott, 1926
- B. amnopis Meyrick, 1910
- B. anaema (Meyrick, 1884)
- B. ancogramma Meyrick, 1919
- B. angularis Philpott
- B. anthemodes (Meyrick, 1886)
- B. apanthes (Meyrick, 1884)
- B. apertella (Walker, 1864)
- B. aphrontis (Meyrick, 1884)
- B. aragonella (Chrétien, 1903)
- B. asparta Meyrick, 1906
- B. asyneta (Meyrick, 1886)
- B. aurivitella Zerny, 1935
- B. basella (Walker, 1863)
- B. basileuca Turner, 1933
- B. bedeella Lucas, 1950
- B. bellatula Philpott, 1929
- B. berenice Meyrick, 1929
- B. blidella Chrétien, 1915
- B. brachyacma Meyrick, 1909
- B. brachysticha Turner, 1935
- B. bryotrophoides (Zeller, 1877)
- B. butyrea Turner, 1935
- B. callioptis Lower, 1903
- B. catochopis Meyrick, 1920
- B. centrosticha Turner, 1933
- B. cinnamomea (Zeller, 1839)
- B. clarkei Philpott, 1928
- B. clevelandi Busck, 1914
- B. cnecocrana Turner, 1933
- B. colurnella (Mann, 1867)
- B. collitella (Walker, 1864)
- B. comarcha (Meyrick, 1920)
- B. commixta Meyrick, 1928
- B. comosaris Meyrick, 1931
- B. compsogramma Meyrick, 1920
- B. confarreatella (Zeller, 1877)
- B. conia Walsingham, 1907
- B. cosmanthes (Meyrick, 1889)
- B. crimnodes Meyrick, 1912
- B. crotala Meyrick, 1915
- B. crymorrhoa (Meyrick, 1889)
- B. chalcocrates Meyrick, 1930
- B. chalcoteucta Turner, 1933
- B. chloradelpha Meyrick, 1905
- B. chloritis (Meyrick, 1884)
- B. chlorodelpha Philpott, 1926
- B. chlorotis Philpott, 1926
- B. chromatarcha Meyrick, 1914
- B. chryseres (Turner, 1898)
- B. chrysogramma (Meyrick, 1884)
- B. decora Philpott, 1928
- B. desiccata Meyrick, 1915
- B. detrimentella (Staudinger, 1859)
- B. diaxesta Meyrick, 1922
- B. dichroa (Lower, 1893)
- B. diveni Heinrich, 1921
- B. dolosella (Walker, 1863)
- B. einsleri Amsel, 1935
- B. elsae (Svensson, 1982)
- B. enodis Philpott, 1927
- B. epichalca (Meyrick, 1886)
- B. epimylia (Meyrick, 1884)
- B. episcia (Walsingham, 1907)
- B. eriphaea Meyrick, 1914
- B. erythrocephala Lower, 1904
- B. eurrhoa (Meyrick, 1886)
- B. falklandensis Bradley, 1965
- B. fasciata (Walsingham, 1907)
- B. fenestrata Philpott, 1926
- B. fiduciella Rebel, 1935
- B. filiella (Staudinger, 1859)
- B. flavipuncta Turner, 1933
- B. freta Philpott, 1926
- B. fuscescens

Dwergsikkelmot (Haworth, 1828)
- B. fuscifrontella (Constant, 1884)
- B. gelechiella (Wocke, 1889)
- B. grata Philpott, 1927
- B. gredoensis Rebel, 1937
- B. griseata Butler, 1877
- B. gypsodes Turner, 1933
- B. gypsomicta Turner, 1933
- B. gypsopleura Turner, 1916
- B. gypsozyga Meyrick, 1931
- B. hastata Philpott, 1916
- B. hemileuca (Turner, 1896)
- B. hemimochla (Meyrick, 1884)
- B. hemisphaerica (Meyrick, 1886)
- B. hilaropa (Meyrick, 1889)
- B. homodoxa (Meyrick, 1884)
- B. homopela Turner, 1933
- B. honesta Philpott, 1929
- B. honorata Philpott, 1918
- B. hoplodesma (Meyrick, 1884)
- B. horaea (Meyrick, 1884)
- B. hypochalca (Meyrick, 1886)
- B. idiogama Meyrick, 1924
- B. incolorella (Constant, 1889)
- B. indistinctella (Rebel, 1902)
- B. innotella (Walker, 1864)
- B. intumescens Meyrick, 1921
- B. irroratella (Staudinger, 1880)
- B. italica (Baldizzone, 1977)
- B. iulophylla Turner, 1933
- B. lagara (Meyrick, 1886)
- B. lassa Philpott, 1930
- B. latens Philpott, 1928
- B. laudata Philpott, 1930
- B. lavandulae (Mann, 1855)
- B. lechriogramma Turner, 1933
- B. lechriomochla Turner, 1933
- B. leptocneca Turner, 1933
- B. leptophylla Turner, 1933
- B. letharga (Meyrick, 1884)
- B. leucoritis Meyrick, 1927
- B. levicula Philpott, 1930
- B. liacta Meyrick, 1920
- B. lissoptera Turner, 1933
- B. lithodes Turner, 1935
- B. longa Meyrick, 1927
- B. longipalpis Meyrick, 1931
- B. loxotis Meyrick, 1905
- B. luridicomella

Geelkopdwergsikkelmot (Herrich-Schäffer, 1856)
- B. luticiliella (Erschoff, 1877)
- B. lychnosema (Meyrick, 1886)
- B. lymphatica (Meyrick, 1886)
- B. macarella (Meyrick, 1884)
- B. macroptera Turner, 1916
- B. maculifera Lower, 1899
- B. maranta (Meyrick, 1886)
- B. marcida Philpott, 1927
- B. megaloplaca (Lower, 1900)
- B. melanamma Meyrick, 1905
- B. mesozona (Lower, 1903)
- B. minnetta (Butler, 1883)
- B. minutella (Linnaeus, 1758) - schuursikkelmot
- B. misella Turner, 1933
- B. monodonta Meyrick, 1911
- B. morella Hudson, 1939
- B. morosa Philpott, 1926
- B. mullerrutzi Amsel, 1939
- B. nefrax

Satijnvleugelsikkelmot Hodges, 1974
- B. nephelella (Turner, 1898)
- B. nephotypa Turner, 1933
- B. nigripuncta Turner, 1933
- B. niphadia (Meyrick, 1886)
- B. nubifera (Meyrick, 1886)
- B. nubilosella (Herrich-Schäffer, 1855)
- B. nycteris (Meyrick, 1890)
- B. nyctora Meyrick, 1915
- B. obscurella Brandt, 1937
- B. ochricolor (Erschoff, 1877)
- B. oenopa (Meyrick, 1886)
- B. opaca Philpott, 1926
- B. ophiodryas Meyrick, 1936
- B. orites (Walsingham, 1907)
- B. oxyna (Meyrick, 1884)
- B. oxypeuces (Turner, 1927)
- B. pallidella (Jäckh, 1972)
- B. pallidula Philpott, 1924
- B. paratrimma Meyrick, 1910
- B. paula Philpott, 1927
- B. paurophylla Turner, 1916
- B. pelophanes Turner, 1933
- B. penthalea Meyrick, 1905
- B. pentochra (Lower, 1894)
- B. perichlora Meyrick, 1907
- B. perigrapta Turner, 1933
- B. phanerosticta Turner, 1933
- B. pharmactis Meyrick, 1905
- B. phthorodoxa (Meyrick, 1886)
- B. plagiatella (Walker, 1863)
- B. poliocrana (Meyrick, 1886)
- B. politis (Meyrick, 1888)
- B. porophora Meyrick, 1929
- B. practicodes Meyrick, 1918
- B. praesul Meyrick, 1931
- B. predotai Hartig, 1936
- B. pronephela Meyrick, 1907
- B. protadelpha (Meyrick, 1889)
- B. psaritis Turner, 1933
- B. pulverosella (Heinemann, 1870)
- B. punctipinguinella (Bruand, 1856)
- B. reprobata Meyrick, 1920
- B. retractella (Walker, 1864)
- B. robiginosa (Philpott, 1915)
- B. sabulosa Philpott, 1918
- B. sakaiella Matsumura, 1931
- B. saltuosa Meyrick, 1914
- B. scotinella Rebel, 1916
- B. seclusa Philpott, 1921
- B. semifuscata Walsingham, 1911
- B. sensilis Meyrick, 1928
- B. serena Philpott, 1926
- B. serrulifera Turner, 1933
- B. siderodeta (Meyrick, 1884)
- B. siderota (Meyrick, 1888)
- B. similella (Hübner, 1801)
- B. sinuosa Philpott, 1928
- B. sordida (Staudinger, 1880)
- B. sphacelina Keifer, 1935
- B. sphaeroides (Turner, 1896)
- B. sphaleropis Meyrick, 1902
- B. splendidella Amsel, 1935
- B. spodostrota (Meyrick, 1902)
- B. stipella (Linnaeus, 1758)
- B. subaquilea Stainton, 1849
- B. subarctica Strand, 1919
- B. subgilvida Walsingham, 1901
- B. sulfurea (Meyrick, 1886)
- B. suzukiella Matsumura, 1932
- B. syrmeutis Meyrick, 1931
- B. tanytricha Turner, 1933
- B. taractis Meyrick, 1915
- B. tephrophanes Meyrick, 1929
- B. terrena Philpott, 1926
- B. thalerodes Meyrick, 1916
- B. thetias Meyrick, 1886
- B. tholopa Turner, 1916
- B. thorencella (Millière, 1875)
- B. tinctella Hübner, 1796
- B. trigutta (Christoph, 1888)
- B. trivialis Meyrick, 1914
- B. tulophylla Turner, 1933
- B. tyropis Meyrick, 1935
- B. unitella Hübner, 1801
- B. venturellii Costantini, 1923
- B. vernilis Turner, 1933
- B. vestita Philpott, 1926
- B. xanthodesma Philpott, 1923
- B. xanthomicta Meyrick, 1916
- B. xanthosoma Rebel, 1900
- B. xenias (Meyrick, 1891)
- B. zophodes Meyrick, 1886